# Pokémon (anime)
Pokémon, w Japonii Pocket Monsters (jap. ポケットモンスター Poketto Monsutā) – japoński telewizyjny serial anime emitowany od 1 kwietnia 1997 r. na kanale TV Tokyo.

## Fabuła
Pokémon to japoński serial anime, którego głównym bohaterem jest Ash Ketchum, młody trener pokémonów z miasteczka Pallet. W dniu swoich dziesiątych urodzin Ash otrzymuje od profesora Oaka swojego pierwszego pokémona – Pikachu. Choć początkowo Pikachu jest niechętny wobec Asha, z czasem między nimi rodzi się silna więź przyjaźni.
Ash wyrusza w podróż po różnych regionach świata pokémonów, takich jak Kanto, Johto, Hoenn, Sinnoh, Unova, Kalos, Alola i Galar, z zamiarem zostania Mistrzem Pokémon. W trakcie swojej wędrówki bierze udział w licznych turniejach, zdobywa odznaki od liderów sal, a także łapie i trenuje różnorodne pokémony, poszerzając swoją drużynę.
Towarzyszą mu różni przyjaciele, m.in. Misty – trenerka wodnych pokémonów, Brock – specjalista od pokémonów typu kamiennego, May i Dawn – aspirujące koordynatorki pokémonów, Serena – początkująca performerka, oraz wielu innych. Wspólnie przeżywają liczne przygody, ucząc się od siebie nawzajem i wspierając w dążeniu do realizacji swoich marzeń.
Podczas podróży Ash i jego przyjaciele często napotykają na przeszkody ze strony Zespołu R – trójki nieudolnych złoczyńców: Jessie, Jamesa i Meowtha, którzy próbują ukraść cenne pokémony, zwłaszcza Pikachu Asha. Ich nieudane próby i komiczne porażki stanowią stały element serii, dodając jej humorystycznego charakteru.
Serial Pokémon łączy w sobie elementy przygodowe, fantasy i komedii, ukazując rozwój Asha jako trenera oraz relacje między ludźmi a pokémonami. Emitowany od 1997 roku, zdobył ogromną popularność na całym świecie, stając się jednym z najbardziej rozpoznawalnych i wpływowych anime w historii.

## Bohaterowie

### Główni
- Ash Ketchum (jap. サトシ Satoshi) – główny bohater serii. Chce zostać najlepszym mistrzem pokémonów na świecie.
- Pikachu (jap. ピカチュウ Pikachū) – pierwszy pokémon Asha i jego najlepszy przyjaciel.
- Jessie (jap. ムサシ Musashi) i James (jap. コジロウ Kojirō) – ludzcy członkowie Zespołu R. Ich głównym celem jest schwytanie Pikachu Asha i oddanie go w ręce szefa, Giovanniego, w celu zyskania jego uznania i otrzymania awansu. Próby te jednak zawsze kończą się porażką.
- Meowth (jap. ニャース Nyāsu, Nyarth) – członek Zespołu R. Jest pokémonem, który potrafi mówić w ludzkim języku. Nauczył się tego w przeszłości, gdyż chciał zaimponować pięknej samicy swojego gatunku, Meowzie, w której się zakochał (jednak odniosło to efekt odwrotny od zamierzonego). Często uważa się za głowę Zespołu R, a także obmyśla strategie schwytania Pikachu i innych pokémonów.

### Poboczni
- Giovanni (jap. サカキ Sakaki) – szef Zespołu R. Jego głównym celem jest zdobywanie rzadkich pokémonów każdego typu. Jessie, James i Meowth za wszelką cenę chcą zdobyć jego uznanie.
- Delia Ketchum (jap. ハナコ Hanako) – matka Asha. Bardzo kocha swojego syna i stara się wspierać go w każdy możliwy sposób.
- Profesor Samuel Oak (jap. オーキド•ユキナリ博士 Doktor Yukinari Okido) – profesor pokémonów, Wydawca Pokédexa. To on dał Ashowi Pikachu. Po złapaniu pokémonów Ash z reguły wysyła je do jego laboratorium.
- Gary Oak (jap. オーキド・シゲル Shigeru Okido) – wnuk profesora Oaka, a zarazem rywal Asha. Jest arogancki i bardzo pewny siebie. Często wyśmiewa Asha i jego przyjaciół. Po porażce w Lidze pokémon staje się mniej arogancki i bardziej uprzejmy wobec innych.

### Czasowo towarzyszący głównym bohaterom
- Misty (jap. カスミ Kasumi) – podróżowała z Ashem po Kanto, Pomarańczowych Wyspach i Johto. Jest jedną z liderek sali pokémonów w Azurii, a jej marzeniem jest zostanie najlepszą trenerką wodnych pokémonów.
- Brock (jap. タケシ Takeshi) – podróżował z Ashem po Kanto, Johto, Hoenn i Sinnoh. Były lider Sali Pokémon w Marmorii, którego marzeniem było zostanie najlepszym hodowcą pokémonów. Obecnie chce zostać doktorem pokémonów.
- Tracey Sketchit (jap. ケンジ Kenji) – podróżował z Ashem po Pomarańczowych Wyspach. Obecnie jest asystentem profesora Oaka.
- Dawn (jap. ヒカリ Hikari) – podróżowała z Ashem po Sinnoh. Chce zostać najlepszą koordynatorką. Obecnie bierze udział w pokazach pokémonów w Hoenn.
- May (jap. ハルカ Haruka) – podróżowała z Ashem po Hoenn i Kanto Battle Frontier. Obecnie bierze udział w pokazach pokémonów w Johto.
- Max (jap. マサト Masato) – podróżował z Ashem po Hoenn i Kanto Battle Frontier. Młodszy brat May obecnie przebywający wraz z rodzicami w Petalburgu.
- Iris (jap. アイリス Airisu) – podróżowała z Ashem po Unovie. Jej celem jest zostanie mistrzynią Smoków. Obecnie jest mistrzynią Unovy.
- Cilan (jap. デント Dento) – podróżował z Ashem po Unovie. Jest liderem sali w Striatonie oraz znawcą pokémonów.
- Serena (jap. セレナ Serena) – przyjaciółka Asha pochodząca z Kalos. Uwielbia modę. Od pewnego odcinka ścina sobie włosy. Chce zostać pokémonową artystką. Jest zakochana w Ashu. Obecnie bierze udział w pokazach w Hoenn.
- Clemont (jap. シトロン Shitoron, Citron) – lider sali w Lumiose. Często buduje maszyny, które wybuchają.
- Bonnie (jap. ユリーカ Yurīka, Eureka) – młodsza siostra Clemonta. Próbuje ożenić swojego brata.
- Lillie (jap. リーリエ Rīrie) – podróżuje z Ashem po wyspie Melemele w Aloli. Jest też uczennicą miejscowej Szkoły Pokémon. Uwielbia się uczyć i pomagać innym. Nie boi się dotykać pokémonów od 49. odcinka serii Pokémon Sun and Moon. Obecnie wraz z bratem Gladionem i mamą panią Lusamin szuka ojca.
- Mallow (jap. マオ Mao) – również podróżuje z Ashem po Melemele i jest uczennicą tamtejszej Szkoły Pokémonów. Jej pasją jest gotowanie.
- Lana (jap. スイレン Suiren) – również podróżuje z Ashem po Melemele i jest uczennicą tamtejszej Szkoły Pokémonów. Kocha łowić ryby. Jest pierwszą główną bohaterką, którą Ash spotkał w Aloli.
- Sophocles (jap. マーマネ Māmane) – uczeń Szkoły Pokémonów na wyspie Melemele i towarzysz Asha w podróży po wyspie.
- Kiawe (jap. カキ Kaki) – najbardziej doświadczony i najstarszy uczeń Szkoły Pokémonów na wyspie Melemele.
- Goh (jap. ゴウ Go) – Goh to stylowy chłopiec z miasta, nowy trener Pokemonów, który woli zachować chłód, spokój i opanowanie, w przeciwieństwie do bardziej instynktownego i żądnego przygód Asha. Spotkał Asha w serii Journeys i podróżuje z Ashem po całym świecie jako pracownik naukowy. Jego marzeniem jest złapanie każdego Pokemona, aby na końcu dostać się do Mew. Jego nadmierna pewność siebie pozostawiła go w odosobnieniu i nie był zainteresowany nawiązywaniem przyjaźni, do spotkania Chloe. Jednak Goh zdał sobie sprawę, jak bardzo się mylił, nie zdobywając innych przyjaciół, poza Chloe, kiedy spotyka i poznaje Asha. Ma również dużą wiedzę na temat Pokemonów, jest dość biegły w zbieraniu i analizowaniu informacji, co było mu potrzebne w jego celu. Pomimo swojej głębokiej wiedzy, Goh wciąż jest początkującym trenerem i brakuje mu doświadczenia. Jednak z biegiem czasu Goh dorósł jako trener dzięki swoim podróżom i wpływowi Asha. Aby pomóc spełnić to marzenie, bierze udział w misjach Projektu Mew i oficjalnie zostaje tropicielem obok Gary'ego, Horace'ego, Quillona i Daniki. Goh posiada pokemony osiemnastu typów oraz wszystkie trzy startery z Galar. Zanim rozpoczyna się ostateczna bitwa Asha z Leonem, musi się rozstać z Ashem, ponieważ musi pomóc w misji Projektu Mew. Obserwował walkę Asha z Leonem. Goh i inni członkowie Projektu Mew udają się na Daleką Wyspę, aby znaleźć Mew, ale nie mogli go złapać. Pod koniec finałowego odcinka Pokemon Jouneys, Goh zostawia Asha, aby samotnie podróżować po Kanto.

## Spis serii
W Japonii odcinki serialu podzielone są na 8 serii, jednak poza nią stosowany jest podział na sezony.
| Seria                      | Seria | Tytuł                                  | Sezon | Tytuł                                         | Tytuł                                       | Liczba odcinków | Liczba odcinków | Liczba odcinków | Towarzysze Asha                        | Rywal Asha         | Region                                |
| Seria                      | Seria | Tytuł                                  | Sezon | Angielski                                     | Polski                                      | Liczba odcinków | Liczba odcinków | Liczba odcinków | Towarzysze Asha                        | Rywal Asha         | Region                                |
| Seria                      | Seria | Tytuł                                  | Sezon | Angielski                                     | Polski                                      | Japonia         | Polska          | Specjalne       | Towarzysze Asha                        | Rywal Asha         | Region                                |
| -------------------------- | ----- | -------------------------------------- | ----- | --------------------------------------------- | ------------------------------------------- | --------------- | --------------- | --------------- | -------------------------------------- | ------------------ | ------------------------------------- |
|                            | 1     | Original Series (Pocket Monsters)      | 1     | Indigo League                                 | Liga Indigo                                 | 82              | 79              | –               | Brock, Misty                           | Gary Oak           | Kanto                                 |
|                            | 1     | Original Series (Pocket Monsters)      | 2     | The Adventures in the Orange Islands          | The Adventures in the Orange Islands        | 36              | 36              | –               | Tracey, Misty                          | Gary Oak           | Wyspy Pomarańczowe                    |
|                            | 1     | Original Series (Pocket Monsters)      | 3     | The Johto Journeys                            | The Johto Journeys                          | 41              | 41              | –               | Brock, Misty                           | Gary Oak           | Johto                                 |
|                            | 1     | Original Series (Pocket Monsters)      | 4     | Johto League Champions                        | Johto League Champions                      | 52              | 52              | –               | Brock, Misty                           | Gary Oak           | Johto                                 |
|                            | 1     | Original Series (Pocket Monsters)      | 5     | Master Quest                                  | Master Quest                                | 65              | 64              | –               | Brock, Misty                           | Gary Oak           | Johto                                 |
|                            | 2     | Ruby & Sapphire (Advanced Generation)  | 6     | Advanced                                      | Advanced                                    | 40              | 40              | –               | Brock, May, Max                        | –                  | Hoenn                                 |
|                            | 2     | Ruby & Sapphire (Advanced Generation)  | 7     | Advanced Challenge                            | –                                           | 52              | –               | –               | Brock, May, Max                        | –                  | Hoenn                                 |
|                            | 2     | Ruby & Sapphire (Advanced Generation)  | 8     | Advanced Battle                               | –                                           | 53              | –               | –               | Brock, May, Max                        | –                  | Hoenn                                 |
|                            | 2     | Ruby & Sapphire (Advanced Generation)  | 9     | Battle Frontier                               | –                                           | 47              | –               | –               | Brock, May, Max                        | –                  | Kanto                                 |
|                            | 3     | Diamond & Pearl                        | 10    | Diamond and Pearl                             | Diament i perła                             | 52              | 51              | –               | Brock, Dawn                            | Paul               | Sinnoh                                |
|                            | 3     | Diamond & Pearl                        | 11    | Diamond and Pearl: Battle Dimension           | Diament i perła: Wymiar walki               | 52              | 52              | –               | Brock, Dawn                            | Paul               | Sinnoh                                |
|                            | 3     | Diamond & Pearl                        | 12    | Diamond and Pearl: Galactic Battles           | Diament i perła: Galaktyczne bitwy          | 53              | 52              | –               | Brock, Dawn                            | Paul               | Sinnoh                                |
|                            | 3     | Diamond & Pearl                        | 13    | Diamond and Pearl: Sinnoh League Victors      | Diament i perła: Gwiazdy Ligi Sinnoh        | 34              | 34              | –               | Brock, Dawn                            | Paul               | Sinnoh                                |
|                            | 4     | Black & White (Best Wishes!)           | 14    | Black & White                                 | Czerń i biel                                | 48              | 48              | 1               | Cilan, Iris                            | Trip               | Unova                                 |
|                            | 4     | Black & White (Best Wishes!)           | 15    | Black & White: Rival Destinies                | Czerń i biel: Ścieżki przeznaczenia         | 49              | 49              | –               | Cilan, Iris                            | Trip               | Unova                                 |
|                            | 4     | Black & White (Best Wishes!)           | 16    | Black & White: Adventures in Unova            | Czerń i biel: Przygody w Unovie             | 25              | 25              | –               | Cilan, Iris                            | Trip               | Unova                                 |
|                            | 4     | Black & White (Best Wishes!)           | 16    | Black & White: Adventures in Unova and Beyond | Czerń i Biel: Przygody w Unovie i nie tylko | 20              | 20              | 3               | Cilan, Iris                            | –                  | Wyspy Decolore                        |
|                            | 5     | XY                                     | 17    | XY                                            | Seria XY                                    | 48              | 48              | 1               | Clemont, Serena, Bonnie                | Alain              | Kalos                                 |
|                            | 5     | XY                                     | 18    | XY: Kalos Quest                               | Seria XY: Przygody w Kalos                  | 45              | 45              | 4               | Clemont, Serena, Bonnie                | Alain              | Kalos                                 |
|                            | 5     | XY                                     | 19    | XYZ                                           | Seria XYZ                                   | 47              | 47              | 2               | Clemont, Serena, Bonnie                | Alain              | Kalos                                 |
|                            | 6     | Sun & Moon                             | 20    | Sun and Moon                                  | Słońce i księżyc                            | 43              | 43              | –               | Mallow, Lana, Lillie, Sophocles, Kiawe | Gladion, Kiawe     | Alola                                 |
|                            | 6     | Sun & Moon                             | 21    | Sun and Moon: Ultra Adventures                | Słońce i księżyc: Ultra przygody            | 49              | 48              | –               | Mallow, Lana, Lillie, Sophocles, Kiawe | Gladion, Kiawe     | Alola                                 |
|                            | 6     | Sun & Moon                             | 22    | Sun and Moon: Ultra Legends                   | Słońce i księżyc: Ultra legendy             | 54              | 54              | –               | Mallow, Lana, Lillie, Sophocles, Kiawe | Gladion, Kiawe     | Alola                                 |
|                            | 7     | Journeys: The Series (Pocket Monsters) | 23    | Journeys                                      | Podróże                                     | 48              | 48              | –               | Goh, Chloe                             | Leon               | Wszystkie regiony                     |
|                            | 7     | Journeys: The Series (Pocket Monsters) | 24    | Master Journeys                               | Podróże mistrzów                            | 42              | 42              | –               | Goh, Chloe                             | Leon               | Wszystkie regiony                     |
|                            | 7     | Journeys: The Series (Pocket Monsters) | 25    | Ultimate Journeys                             | Najwspanialsze podróże                      | 46              | 42              | 5               | Goh, Chloe                             | Leon               | Wszystkie regiony                     |
| Aim to Be a Pokémon Master | 7     | Journeys: The Series (Pocket Monsters) | 25    | Zostać mistrzem pokémonów                     | 11                                          | 12              | –               | –               | –                                      | –                  |                                       |
|                            | 8     | Horizons (Liko and Roy's Departure)    | 26    | Horizons                                      | Horyzonty                                   | 45              | 45              | –               | Liko, Roy, Dot* (brak Asha)            | –                  | Kanto, Paldea, Galar, Johto, Kitakami |
|                            | 8     | Horizons (Liko and Roy's Departure)    | 27    | Horizons – The Search for Laqua               | Horyzonty: Sezon 2 – W poszukowaniu Laquy   | 29              | –               | –               | Liko, Roy, Dot* (brak Asha)            | Uruto (rywal Roya) | Kanto, Paldea, Galar, Johto, Kitakami |

*Załoga Walecznego Oliwinu

### Inne serie
- Pokémon Chronicles, w Japonii znane jako „Cotygodniowa transmisja Pokémon” (jap. 週間ポケモン放送局 Shūkan Pokémon hōsōkyoku; ang. Weekly Pokémon broadcast) – 22-odcinkowy spin-off oryginalnej serii, ściśle z nią związany. Odcinki tej serii ukazują historie i przygody bohaterów anime, bez udziału Asha.
- Pokémon Origins, w Japonii znane jako „Kieszonkowe Potwory: Początek” (jap. ポケットモンスタージオリジン Poketto Monsutā Ji Origin; ang. Pocket Monster the Origin) – 4-odcinkowa seria anime powstała z okazji jubileuszu 20-lecia serii Pokémon. Opowiada o przygodach Reda i Blue (w Japonii Green). Anime oparte jest w 90% na grach Pokémon Red, Green i Blue[potrzebny przypis].
- Pokémon Generations – seria anime opowiadająca o wydarzeniach z gier Pokémon, w których jako gracz braliśmy udział lub nie (np. Walka Blue w Pałacu Indigo). Seria jest wrzucana na oficjalne kanały Pokémon w serwisie YouTube.
- Pokémon: Twilight Wings – 7-odcinkowa[2] seria na podstawie gier Pokémon Sword i Pokémon Shield. Odcinki dostępne są w internetowym serwisie Pokémon TV[3] oraz na oficjalnym kanale serii Pokémon w serwisie YouTube[4].

## Przegląd sezonów
| Sezon                  | Sezon | Tytuł                                         | Tytuł                                       | Liczba odcinków | Liczba odcinków | Liczba odcinków  | Pierwsza emisja (TV Tokyo) | Pierwsza emisja (TV Tokyo) | Pierwsza emisja (Polsat (sezony 1–5), TV4 (5–6), Jetix (10–11), Disney XD (11–20), Netflix (20–27)) | Pierwsza emisja (Polsat (sezony 1–5), TV4 (5–6), Jetix (10–11), Disney XD (11–20), Netflix (20–27)) |
| Sezon                  | Sezon | Angielski                                     | Polski                                      | Liczba odcinków | Liczba odcinków | Liczba odcinków  | Pierwsza emisja (TV Tokyo) | Pierwsza emisja (TV Tokyo) | Pierwsza emisja (Polsat (sezony 1–5), TV4 (5–6), Jetix (10–11), Disney XD (11–20), Netflix (20–27)) | Pierwsza emisja (Polsat (sezony 1–5), TV4 (5–6), Jetix (10–11), Disney XD (11–20), Netflix (20–27)) |
| Sezon                  | Sezon | Angielski                                     | Polski                                      | Japonia         | Polska          | Specjalne        | Premiera serii             | Finał serii                | Premiera serii                                                                                      | Finał serii                                                                                         |
| ---------------------- | ----- | --------------------------------------------- | ------------------------------------------- | --------------- | --------------- | ---------------- | -------------------------- | -------------------------- | --------------------------------------------------------------------------------------------------- | --------------------------------------------------------------------------------------------------- |
|                        | 1     | Indigo League                                 | Liga Indigo                                 | 82              | 79              | –                | 1 kwietnia 1997            | 21 stycznia 1999           | 4 września 2000                                                                                     | 9 marca 2001                                                                                        |
|                        | 2     | The Adventures in the Orange Islands          | The Adventures in the Orange Islands        | 36              | 36              | –                | 28 stycznia 1999           | 7 października 1999        | 12 marca 2001                                                                                       | 19 grudnia 2001                                                                                     |
|                        | 3     | The Johto Journeys                            | The Johto Journeys                          | 41              | 41              | –                | 14 października 1999       | 27 lipca 2000              | 20 grudnia 2001                                                                                     | 5 marca 2002                                                                                        |
|                        | 4     | Johto League Champions                        | Johto League Champions                      | 52              | 52              | –                | 3 sierpnia 2000            | 2 sierpnia 2001            | 2 września 2002                                                                                     | 28 listopada 2002                                                                                   |
|                        | 5     | Master Quest                                  | Master Quest                                | 65              | 64              | –                | 9 sierpnia 2001            | 14 listopada 2002          | 5 września 2004                                                                                     | 28 września 2006                                                                                    |
|                        | 6     | Advanced                                      | Advanced                                    | 40              | 40              | –                | 21 listopada 2002          | 28 sierpnia 2003           | 2 października 2006                                                                                 | 11 grudnia 2006                                                                                     |
|                        | 7     | Advanced Challenge                            | –                                           | 52              | –               | –                | 4 września 2003            | 2 września 2004            | nieemitowany                                                                                        | nieemitowany                                                                                        |
|                        | 8     | Advanced Battle                               | –                                           | 53              | –               | –                | 9 września 2004            | 29 września 2005           | nieemitowany                                                                                        | nieemitowany                                                                                        |
|                        | 9     | Battle Frontier                               | –                                           | 47              | –               | –                | 6 października 2005        | 14 września 2006           | nieemitowany                                                                                        | nieemitowany                                                                                        |
|                        | 10    | Diamond and Pearl                             | Diament i Perła                             | 52              | 51              | –                | 28 września 2006           | 25 października 2007       | 1 grudnia 2008                                                                                      | 21 stycznia 2009                                                                                    |
|                        | 11    | Diamond and Pearl: Battle Dimension           | Diament i Perła: Wymiar Walki               | 52              | 52              | –                | 8 listopada 2007           | 4 grudnia 2008             | 2 lutego 2009                                                                                       | 18 listopada 2009                                                                                   |
|                        | 12    | Diamond and Pearl: Galactic Battles           | Diament i Perła: Galaktyczne bitwy          | 53              | 52              | –                | 4 grudnia 2008             | 24 grudnia 2009            | 3 lipca 2010                                                                                        | 21 września 2010                                                                                    |
|                        | 13    | Diamond and Pearl: Sinnoh League Victors      | Diament i Perła: Gwiazdy Ligi Sinnoh        | 34              | 34              | –                | 7 stycznia 2010            | 9 września 2010            | 7 marca 2011                                                                                        | 16 maja 2011                                                                                        |
|                        | 14    | Black & White                                 | Czerń i biel                                | 48              | 48              | 1                | 23 września 2010           | 15 września 2011           | 2 stycznia 2012                                                                                     | 31 października 2012                                                                                |
|                        | 15    | Black & White: Rival Destinies                | Czerń i Biel: Ścieżki Przeznaczenia         | 49              | 49              | –                | 22 września 2011           | 4 października 2012        | 4 listopada 2012                                                                                    | 10 stycznia 2013                                                                                    |
|                        | 16    | Black & White: Adventures in Unova            | Czerń i Biel: Przygody w Unovie             | 25              | 25              | –                | 11 października 2012       | 18 kwietnia 2013           | 7 października 2013                                                                                 | 8 listopada 2013                                                                                    |
|                        | 16    | Black & White: Adventures in Unova and Beyond | Czerń i Biel: Przygody w Unovie i nie tylko | 20              | 20              | 3                | 25 kwietnia 2013           | 26 września 2013           | 6 stycznia 2014                                                                                     | 31 stycznia 2014                                                                                    |
|                        | 17    | XY                                            | Seria XY                                    | 48              | 48              | 1                | 17 października 2013       | 30 października 2014       | 1 września 2014                                                                                     | 2 lutego 2015                                                                                       |
|                        | 18    | XY: Kalos Quest                               | Seria XY: Przygody w Kalos                  | 45              | 45              | 4                | 13 listopada 2014          | 22 października 2015       | 5 października 2015                                                                                 | 6 marca 2016                                                                                        |
|                        | 19    | XYZ                                           | Seria XYZ                                   | 47              | 47              | 2                | 29 października 2015       | 27 października 2016       | 16 stycznia 2017                                                                                    | 15 listopada 2017                                                                                   |
|                        | 20    | Sun and Moon                                  | Słońce i Księżyc                            | 43              | 43              | –                | 17 listopada 2016          | 21 września 2017           | 5 marca 2018                                                                                        | 1 kwietnia 2018                                                                                     |
|                        | 21    | Sun and Moon: Ultra Adventures                | Słońce i Księżyc – Ultra Przygody           | 49              | 48              | –                | 5 października 2017        | 14 października 2018       | 1 kwietnia 2019                                                                                     | 1 kwietnia 2019                                                                                     |
|                        | 22    | Sun and Moon: Ultra Legends                   | Słońce i Księżyc – Ultra Legendy            | 54              | 54              | –                | 21 października 2018       | 3 listopada 2019           | 1 kwietnia 2020                                                                                     | 1 lipca 2020                                                                                        |
|                        | 23    | Journeys                                      | Seria: Podróże                              | 48              | 48              | –                | 17 listopada 2019          | 4 grudnia 2020             | 1 lipca 2021                                                                                        | 1 lipca 2021                                                                                        |
|                        | 24    | Master Journeys                               | Podróże Mistrzów – Serial                   | 42              | 42              | –                | 11 grudnia 2020            | 10 grudnia 2021            | 2 września 2022                                                                                     | 2 września 2022                                                                                     |
|                        | 25    | Ultimate Journeys                             | Najwspanialsze podróże – Seria              | 46              | 42              | 5                | 17 grudnia 2021            | 16 grudnia 2022            | 6 stycznia 2023                                                                                     | 6 października 2023                                                                                 |
| To Be A Pokémon Master | 25    | Zostać Mistrzem Pokémonów                     | 11                                          | 12              | –               | 13 stycznia 2023 | 24 marca 2023              | 24 listopada 2023          | 24 listopada 2023                                                                                   | |
|                        | 26    | Horizons                                      | Horyzonty: Seria                            | 45              | 45              | –                | 14 kwietnia 2023           | 29 marca 2024              | 7 marca 2024                                                                                        | 22 listopada 2024                                                                                   |
|                        | 27    | Horizons – The Search for Laqua               | Horyzonty: Sezon 2 – W poszukiwaniu Laquy   | 38              | –               | –                | 12 kwietnia 2024           | 2025                       | 7 lutego 2025                                                                                       | –                                                                                                   |

## Filmy
Równomierne do sezonów anime wydawane są też filmy Pokémon (jap. 劇場版ポケットモンスター  Gekijō-ban Poketto Monsutā). Według stanu na 2020 rok, wydano 23 filmy.
| Lp. | Tytuł | Data premiery (Japonia) | Data premiery (Polska)                  |
| --- | --- | ----------------------- | --------------------------------------- |
| 1   | Pokémon: Film pierwszy Gekijō-ban poketto monsutā Mewtwo no gyakushū (劇場版ポケットモンスター ミュウツーの逆襲) | 18 lipca 1998           | 9 lutego 2001                           |
| 2   | Pokémon 2: Uwierz w swoją siłę Maboroshi no Pokémon Rugia bakutan (幻のポケモン ルギア爆誕) | 17 lipca 1999           | 1 czerwca 2001                          |
| 3   | Pokémon 3: Zaklęcie Unown Kesshōtō no teiō ENTEI (結晶塔の帝王 ENTEI) | 8 lipca 2000            | 8 kwietnia 2002                         |
| 4   | Pokémon 4: Głos lasu Celebi toki o koeta sōgū (セレビィ 時を越えた遭遇) | 7 lipca 2001            | 15 lipca 2007 (wersja lektorska)        |
| 5   | Pokémon 5: Bohaterowie Mizu no miyako no mamorigami Latios to Latias (水の都の護神 ラティアスとラティオス) | 13 lipca 2002           | 19 stycznia 2008 (wersja lektorska)     |
| 6   | Pokémon: Jirachi – Spełnione marzenia Nanayo no negaiboshi Jirachi (七夜の願い星 ジラーチ) | 19 lipca 2003           | 24 października 2008 (wersja lektorska) |
| 7   | Pokémon: Cel Deoxys Rekkū no hōmonsha Deoxys (裂空の訪問者 デオキシス) | 22 lipca 2004           | 21 listopada 2008 (wersja lektorska)    |
| 8   | Gekijō-ban Pocket Monsters Advanced Generation: Mew to hadō no yūsha Lucario Gekijō-ban poketto monsutā adobansu jenerēshon myū to hadō no yūsha rukario (劇場版ポケットモンスターアドバンスジェネレーション ミュウと波導の勇者ルカリオ)                            | 17 lipca 2005           | brak                                    |
| 9   | Gekijō-ban Pocket Monsters Advanced Generation: Pokémon Ranger to umi no ōji Manaphy Gekijō-ban poketto monsutā adobansu jenerēshon pokémon renjā to umi no ōji manafi (劇場版ポケットモンスターアドバンスジェネレーション ポケモンレンジャーと蒼海の王子 マナフィ) | 15 lipca 2006           | brak                                    |
| 10  | Gekijō-ban Pocket Monsters Diamond & Pearl: Dialga vs. Palkia vs. Darkrai Gekijō-ban poketto monsutā daiyamondo& pāru diaruga VS parukia VS dākurai (劇場版ポケットモンスター ダイヤモンド&パール ディアルガVSパルキアVSダークライ)                                 | 14 lipca 2007           | brak                                    |
| 11  | Pokémon: Giratina i Strażnik Nieba Giratina to hisora no hanataba Shaymin (ギラティナと氷空の花束 シェイミ) | 19 lipca 2008           | 14 listopada 2009 (Disney XD)           |
| 12  | Pokémon: Arceus i Klejnot Życia Arceus chōkoku no jikū e (アルセウス 超克の時空へ) | 18 lipca 2009           | 2 października 2010 (Disney XD)         |
| 13  | Pokémon: Zoroark, mistrz iluzji Gen’ei no hasha Zoroark (幻影の覇者 ゾロアーク) | 10 lipca 2010           | 27 sierpnia 2011 (Disney XD)            |
| 14a | Pokémon: Czerń – Victini i Reshiram Victini to shiroki eiyū Reshiram (ビクティニと白き英雄レシラム) | 16 lipca 2011           | 27 maja 2012 (Disney XD)                |
| 14b | Pokémon: Biel – Victini i Zekrom Victini to kuroki eiyū Zekrom (ビクティニと黒き英雄ゼクロム) | 16 lipca 2011           | 25 października 2012 (DVD)              |
| 15  | Pokémon: Kyurem kontra Miecz Sprawiedliwości Kyurem VS seikenshi Keldeo (キュレムVS聖剣士ケルディオ) | 14 lipca 2012           | 23 czerwca 2013 (Disney XD)             |
| 16  | Pokémon: Genesect i objawiona legenda Shinsoku no Genesect Mewtwo kakusei (神速のゲノセクト ミュウツー覚醒) | 13 lipca 2013           | 7 września 2014 (Disney XD)             |
| 17  | Pokémon: Diancie i Kokon Zniszczenia Hakai no mayu to Diancie (破壊の繭とディアンシー) | 19 lipca 2014           | 3 października 2015 (Disney XD)         |
| 18  | Pokémon: Hoopa i starcie wszech czasów Pokémon za mūbī XY ringu no chōmajin fūpa (ポケモン・ザ・ムービーXY 光輪の超魔神 フーパ) | 18 lipca 2015           | 13 września 2016 (Netflix)              |
| 19  | Pokémon: Volcanion i mechaniczny zachwyt Pokémon za mūbī XY&Z borukenion to karakuri no magiana (ポケモン・ザ・ムービーXY&Z ボルケニオンと機巧のマギアナ) | 16 lipca 2016           | 8 stycznia 2018 (Netflix)               |
| 20  | Pokémon: Wybieram cię! Gekijō-ban Pocket Monsters: Kimi ni kimeta! (劇場版ポケットモンスター キミにきめた!) | 15 lipca 2017           | 1 stycznia 2019 (Netflix)               |
| 21  | Pokémon: Siła jest w nas Gekijō-ban Pocket Monsters: Minna no monogatari (劇場版ポケットモンスター みんなの物語) | 13 lipca 2018           | 1 stycznia 2020 (Netflix)               |
| 22  | Pokémon: Zemsta Mewtwo – Ewolucja Gekijō-ban Pocket Monsters: Myūtsū no Gyakushū EVOLUTION (ミュウツーの逆襲 EVOLUTION) | 12 lipca 2019           | 27 lutego 2020 (Netflix)                |
| 23  | Pokémon: Sekrety dżungli Gekijō-ban Pocket Monsters: Coco (劇場版ポケットモンスター ココ) | 25 grudnia 2020         | 8 października 2021 (Netflix)           |

### Filmy krótkometrażowe
| Lp. | Tytuł                                                                                          | Data premiery (Japonia) |
| --- | ---------------------------------------------------------------------------------------------- | ----------------------- |
| 1   | Wakacje Pikachu Pikachū no natsuyasumi (ピカチュウのなつやすみ)                                | 18 lipca 1998           |
| 2   | Pikachu Wybawca Pikachū tankentai (ピカチュウたんけんたい)                                     | 17 lipca 1999           |
| 3   | Pikachu i Pichu Pichū to Pikachū (ピチューとピカチュウ)                                        | 8 lipca 2000            |
| 4   | Pikachu no dokidoki kakurenbo Pikachū no dokidoki kakurenbo (ピカチュウのドキドキかくれんぼ)   | 7 lipca 2001            |
| 5   | PikaPika hoshizora Camp Pikapika hoshizora kyanpu (ピカピカ星空キャンプ)                       | 13 lipca 2002           |
| 6   | Odoru Pokémon himitsu kichi (おどるポケモンひみつ基地)                                         | 19 lipca 2003           |
| 7   | Meloetta no kirakira risaitaru Meroetta no kirakira risaitaru (メロエッタのキラキラリサイタル) | 14 lipca 2012           |
| 8   | Pikachū to Eevee Friends Pikachū to Ībui Furenzu (ピカチュウとイーブイ☆フレンズ)               | 13 lipca 2013           |
| 9   | Pikachu, kore nan no kagi? Pikachū, kore nan no kagi? (ピカチュウ、これなんのカギ？)           | 19 lipca 2014           |
| 10  | Pikachu to Pokémon ongakutai Pikachū to Pokémon ongakutai (ピカチュウとポケモンおんがくたい)   | 18 lipca 2015           |

## Filmy i odcinki specjalne
- Historia narodzin Mewtwo – filmik przedstawiający historię stworzenia Mewtwo. Skrócona, 3-minutowa wersja tego filmiku dodana została do wydania VHS Filmu pierwszego, a pełna wersja do Powrotu Mewtwo.
- Slowking’s Day – krótki filmik prezentujący Slowkinga. Nie został wydany poza Japonią.
- Pokémon: Powrót Mewtwo – wyprodukowany dla telewizji film specjalny, będący sequelem Filmu pierwszego.
- Pikachu’s Winter Vacation – seria filmów krótkometrażowych o tematyce zimowej. Większość z nich została wydana na DVD w ramach Pokémon Chronicles.
- Pikachu’s Summer Festival – film krótkometrażowy, którego premiera miała miejsce w samolotach japońskich linii lotniczych ANA.
- Pikachu’s Ghost Carnival – drugi film krótkometrażowy, którego premiera miała miejsce w samolotach linii lotniczych ANA.
- Pikachu’s Mischievous Island – trzeci film krótkometrażowy, którego premiera miała miejsce w samolotach linii lotniczych ANA. Został też dodany do wersji DVD filmu Pokémon Ranger and the Temple of the Sea w USA.
- Pokémon 3D Adventure: Find Mew! – film krótkometrażowy w 3D, którego pokaz odbył się w PokéParku w Japonii, w 2005 r.
- Pokémon 3D Adventure: Pikachu’s Big Undersea Adventure – film krótkometrażowy w 3D, którego pokaz odbył się w PokéParku w Japonii, w 2006 r.
- The Mastermind of Mirage Pokémon – wyprodukowany dla telewizji, godzinny film specjalny, upamiętniający dziesiątą rocznicę serii Pokémon w Stanach Zjednoczonych.
- Pokémon Mystery Dungeon: Team Go-Getters out of the Gate! (2006) oraz Pokémon Mystery Dungeon: Explorers of Time & Darkness (2008) – filmy specjalne stworzone na podstawie gier z serii Pokémon Mystery Dungeon, z okazji premiery tych gier w Stanach Zjednoczonych.
- Pokémon: Mewtwo – Prologue to Awakening – odcinek specjalny pokazujący Mewtwo, będący prologiem do filmu 16.
- Pokémon: Mega Evolution Special – seria powiązanych ze sobą odcinków specjalnych mających na celu przedstawieniu pokémonów po megaewolucji. Głównymi bohaterami są Alain i Mairin.

## Odbiór
Pod koniec lat 90. i na początku pierwszej dekady XXI wieku, serial był krytykowany w mediach polskich, zwłaszcza przez pedagog Małgorzatę Więczkowską, wokalną krytyczkę mangi i anime, która uważała te media za wyjątkowo szkodliwe dla dzieci. Serial był w tym czasie oskarżany m.in. o propagowanie satanizmu i okultyzmu; np. publicysta Gazety Toruńskiej nazywał Pokemony Pokedemonami.